# Roger Freedman
Roger A. Freedman é um físico estadunidense. É conhecido por seus livros-texto de física elementar.

## Vida e obra
Roger A. Freedman é Lecturer de física da Universidade da Califórnia em Santa Bárbara. Fez seus estudos de graduação na Universidade da Califórnia em San Diego e na Universidade da Califórnia em Los Angeles. Obteve um doutorado em física nuclear na Universidade Stanford, orientado por John Dirk Walecka. Após lecionar durante três anos na Universidade de Washington foi para a Universidade da Califórnia em Santa Bárbara em 1981.
Publicou trabalhos em física nuclear, física de partículas e física do laser.

## Publicações
- Sears, Zemansky, Young e Freedman. (2005). Física Universitaria con Física Moderna. Editorial Pearson
- Hugh Young e Roger Freedman. University Physics.